# Valencia Basket Club 2012-2013
Questa voce raccoglie le informazioni riguardanti il Valencia Basket Club nelle competizioni ufficiali della stagione 2012-2013.

## Stagione
La stagione 2012-2013 del Valencia Basket Club è la 24ª nel massimo campionato spagnolo di pallacanestro, la Liga ACB.

## Roster
Aggiornato al 9 dicembre 2024.
| Valencia 2012-13 | Valencia 2012-13 |
| Giocatori        | Staff tecnico    |
| ---------------- | ---------------- |

| N. | Naz.                                        | Ruolo | Nome                | Anno | Alt.   | Peso   |  |
| -- | ------------------------------------------- | ----- | ------------------- | ---- | ------ | ------ |  |
| 00 | Spagna (bandiera)                           | P     | Rodrigo San Miguel  | 1985 | 186 cm | 88 kg  |  |
| 4  | Serbia (bandiera)                           | P     | Stefan Marković     | 1988 | 198 cm | 98 kg  |  |
| 5  | Spagna (bandiera)                           | G     | Pau Ribas           | 1987 | 196 cm | 92 kg  |  |
| 7  | Stati Uniti (bandiera)                      | AG    | Justin Doellman     | 1985 | 206 cm | 95 kg  |  |
| 8  | Serbia (bandiera)                           | AP    | Marko Kešelj        | 1988 | 206 cm | 94 kg  |  |
| 10 | Spagna (bandiera)                           | AP    | Larry Abia          | 1993 | 196 cm | 90 kg  |  |
| 12 | Ucraina (bandiera)                          | C     | Serhij Liščuk       | 1982 | 210 cm | 110 kg |  |
| 13 | Brasile (bandiera) · Spagna (bandiera)      | C     | Vitor Faverani      | 1988 | 212 cm | 113 kg |  |
| 14 | Montenegro (bandiera)                       | C     | Bojan Dubljević     | 1991 | 205 cm | 108 kg |  |
| 16 | Lituania (bandiera)                         | G     | Mindaugas Lukauskis | 1979 | 196 cm | 92 kg  |  |
| 17 | Spagna (bandiera)                           | G     | Rafael Martínez (C) | 1982 | 190 cm | 90 kg  |  |
| 20 | Francia (bandiera)                          | AG    | Florent Piétrus     | 1981 | 202 cm | 107 kg |  |
| 21 | Stati Uniti (bandiera)                      | P     | Chris Quinn         | 1983 | 188 cm | 84 kg  |  |
| 21 | Stati Uniti (bandiera) · Irlanda (bandiera) | AC    | Will Hanley         | 1990 | 201 cm | 95 kg  |  |
| 22 | Stati Uniti (bandiera) · Polonia (bandiera) | GA    | Thomas Kelati       | 1982 | 195 cm | 95 kg  |  |
| 24 | Spagna (bandiera)                           | G     | Luis Sabater        | 1988 | 184 cm |        |  |
| 24 | Stati Uniti (bandiera)                      | AP    | Jason Robinson      | 1980 | 197 cm | 102 kg |  |
| 25 | Francia (bandiera)                          | AP    | Mickaël Gelabale    | 1983 | 201 cm | 98 kg  |  |
| 34 | Polonia (bandiera)                          | C     | Adam Hrycaniuk      | 1984 | 206 cm | 103 kg |  |
| 44 | Francia (bandiera)                          | C     | Joffrey Lauvergne   | 1991 | 211 cm | 108 kg |  |
| -  | Spagna (bandiera)                           | C     | Guillem Pla         | 1991 | 200 cm |        |  |
| -  | Spagna (bandiera)                           | AG    | Juan Luis Navarro   | 1991 | 195 cm |        |  |
| -  | Spagna (bandiera)                           | AP    | Antonio Tirado      | 1992 | 198 cm |        |  |

| Allenatore                                                                          |
| - Velimir Perasović                                                                 |
| Assistente/i                                                                        |
| - Chechu Mulero - Ibon Navarro Legenda - (C) Capitano - (IN) Inattivo - Infortunato |

## Mercato

### Sessione estiva
| Acquisti | Acquisti            | Acquisti       | Acquisti   | Acquisti |
| R.a      | Nome                | da             | Modalità   |          |
| -------- | ------------------- | -------------- | ---------- | -------- |
| G        | Mindaugas Lukauskis | Barcellona     | definitivo |          |
| G        | Pau Ribas           | Saski Baskonia | definitivo |          |
| GA       | Thomas Kelati       | Chimki         | definitivo |          |
| AP       | Marko Kešelj        | Olympiakos     | definitivo |          |
| AG       | Justin Doellman     | Manresa        | definitivo |          |
| C        | Bojan Dubljević     | Budućnost      | definitivo |          |

| Cessioni | Cessioni         | Cessioni            | Cessioni       | Cessioni |
| R.       | Nome             | a                   | Modalità       |          |
| -------- | ---------------- | ------------------- | -------------- | -------- |
| PG       | Nando de Colo    | San Antonio Spurs   | fine contratto |          |
| G        | Taquan Dean      | Aliağa Petkim       | fine contratto |          |
| AP       | Rihards Kuksiks  | Free agent          | fine contratto |          |
| AP       | Brad Newley      | Gran Canaria        | fine contratto |          |
| AG       | Nik Caner-Medley | Maccabi Tel Aviv    | fine contratto |          |
| AG       | Víctor Claver    | Portland T. Blazers | fine contratto |          |
| C        | A.J. Ogilvy      | Bamberger           | fine contratto |          |

### Dopo l'inizio della stagione
| Acquisti | Acquisti          | Acquisti       | Acquisti         | Acquisti   |
| R.       | Nome              | da             | Data             | Modalità   |
| -------- | ----------------- | -------------- | ---------------- | ---------- |
| P        | Chris Quinn       | Free agent     | 3 novembre 2012  | definitivo |
| C        | Joffrey Lauvergne | Élan Chalon    | 28 novembre 2012 | definitivo |
| AP       | Mickaël Gelabale  | Cedevita       | 15 dicembre 2012 | definitivo |
| AC       | Will Hanley       | Oviedo         | 28 marzo 2013    | definitivo |
| C        | Adam Hrycaniuk    | Gdynia         | 28 marzo 2013    | definitivo |
| AP       | Jason Robinson    | G. de Comodoro | 12 aprile 2013   | definitivo |

| Cessioni | Cessioni            | Cessioni           | Cessioni         | Cessioni       |
| R.       | Nome                | a                  | Data             | Modalità       |
| -------- | ------------------- | ------------------ | ---------------- | -------------- |
| G        | Mindaugas Lukauskis | Free agent         | 28 ottobre 2012  | fine contratto |
| P        | Chris Quinn         | Free agent         | 5 dicembre 2012  | fine contratto |
| C        | Joffrey Lauvergne   | Partizan           | 28 dicembre 2012 | fine contratto |
| AP       | Mickaël Gelabale    | Minnesota T'wolves | 19 gennaio 2013  | rescissione    |
| AP       | Marko Kešelj        | Le Mans            | 5 febbraio 2013  | rescissione    |
| AC       | Will Hanley         | Free agent         | 13 maggio 2013   | fine contratto |